# Pseudoromicia nyanza
Pseudoromicia nyanza — вид ссавців родини лиликових.

## Опис
Це середніх розмірів представник роду Pseudoromicia із середньою довжиною передпліччя 31,2 мм і найбільшою довжиною черепа 12,96 мм. Літальна перетинка має білий колір. Волосяний покрив середньо-коричневий зверху з білосніжними волосками на більшій частині спини. Черевні волоски чисто білі з темною основою. Вуха короткі та округлі, а козелок широкий і усічений.

## Середовище проживання
Поки-що зареєстрований з Кенії. Здається, вид віддає перевагу місцям існування на узліссі лісу та уникає лісових глибин.

## Етимологія
Цей вид названий на честь регіону, де він був знайдений, Нянза, що походить від слова Банту, що означає "велика водойма", Озеро Вікторія.